# Anthurium linganii
Anthurium linganii är en kallaväxtart som beskrevs av Thomas Bernard Croat. Anthurium linganii ingår i släktet Anthurium och familjen kallaväxter. Inga underarter finns listade.